# Сейшу-де-Ансіайнш
Сейшу-де-Ансіайнш (порт. Seixo de Ansiães; МФА: [ˈsɐj.ʃu dɨ ɐ̃.si.ˈɐ̃jʃ]) — парафія в Португалії, у муніципалітеті Карразеда-де-Ансіайнш. Розташована в північно-східній частині країни, на теренах історичної португальської провінції Трансмонтана. Входить до складу округу Браганса. За адміністративним поділом, чинним до 1976 року, терени парафії були складовою провінції Трансмонтана і Верхнє Дору. Належить до Брагансько-Мірандської діоцезії Католицької церкви. Патрон — святий Севастіан. Площа — 23,9922 км². Населення — 290 ос. (2011). Слабо урбанізований регіон. Густота населення — 12,09 осіб/км²
. Код — 040316.

## Населення
| Кількість мешканців | Кількість мешканців | Кількість мешканців | Кількість мешканців | Кількість мешканців | Кількість мешканців | Кількість мешканців | Кількість мешканців | Кількість мешканців | Кількість мешканців | Кількість мешканців | Кількість мешканців | Кількість мешканців | Кількість мешканців | Кількість мешканців |
| ------------------- | ------------------- | ------------------- | ------------------- | ------------------- | ------------------- | ------------------- | ------------------- | ------------------- | ------------------- | ------------------- | ------------------- | ------------------- | ------------------- | ------------------- |
| 1864                | 1878                | 1890                | 1900                | 1911                | 1920                | 1930                | 1940                | 1950                | 1960                | 1970                | 1981                | 1991                | 2001                | 2011                |
| 762                 | 926                 | 1 081               | 1 072               | 1 047               | 904                 | 1 265               | 1 004               | 1 091               | 945                 | 751                 | 642                 | 484                 | 367                 | 290                 |